# Anochilia punctulicollis
Anochilia punctulicollis är en skalbaggsart som beskrevs av Leon Fairmaire 1903. Anochilia punctulicollis ingår i släktet Anochilia och familjen Cetoniidae. Inga underarter finns listade i Catalogue of Life.